# Jost Capito
Jost Capito (Neunkirchen, 29 de setembro de 1958) é um gerente de automobilismo alemão. Capito trabalhou em vários cargos durante sua carreira de 30 anos, o seu cargo mais bem sucedido foi de diretor de esporte a motor na Volkswagen.

## Carreira no automobilismo
Capito começou a trabalhar no esporte a motor, em 1985, com a BMW, trabalhando no setor de desenvolvimento de motores de alto desempenho. Naquele ano, ele também fez parte da tripulação que ganhou a categoria de caminhão do Paris-Dakar. Em 1989 ele assumiu seu primeiro posto no Grupo Volkswagen quando se juntou à divisão de corridas da Porsche.
Em 1996, Capito mudou-se para a Sauber como membro do comitê executivo. Em seguida, mudou-se para a Ford, onde permaneceu durante uma década e foi responsável pelo desenvolvimento do Focus Mk1 RS, que em sua forma WRC levou a coroa dos fabricantes do Campeonato Mundial de Rali em 2006 e 2007.
Capito juntou-se a Volkswagen em maio de 2012. Durante seu tempo lá, a Volkswagen dominou o Campeonato Mundial de Rali, ganhando ambos os campeonatos de pilotos e de construtores.
Em janeiro de 2016, foi anunciado que Capito iria mudar-se para a McLaren, embora também foi confirmado que Capito não iria se juntar a McLaren até que a Volkswagen nomeasse seu sucessor. Em junho daquele ano, Capito confirmou ao Autosport que deixaria a Volkswagen após o Rali da Alemanha, acrescentando que esperava estar com a McLaren para o Grande Prêmio da Bélgica, no final de agosto. Ele comemorou a vitória do piloto da Volkswagen Sébastien Ogier neste evento final de WRC de sua carreira.
Capito oficialmente começou seu novo cargo dentro da McLaren em 1 de setembro de 2016. Seu primeiro fim de semana de corrida com sua nova equipe foi o Grande Prêmio da Itália. Porém, em 19 de dezembro de 2016, foi anunciado que Capito deixaria seu cargo de diretor executivo na equipe. Em 7 de fevereiro do ano seguinte, a saída de Jost Capito foi confirmada oficialmente pela McLaren.
Em 1 de junho de 2017, Capito assumiu a gestão da Volkswagen R GmbH e da Volkswagen Zubehör GmbH. Porém, ele deixou a divisão de performance da Volkswagen em outubro do mesmo ano.
Em 17 de dezembro de 2020, a equipe Williams anunciou Capito como seu novo diretor executivo. Em 9 de junho de 2021, a Williams anunciou a saída de Simon Roberts da chefia da equipe, com Capito assumindo também o cargo de chefe de equipe. Porém, em dezembro de 2022, foi anunciado que Capito deixaria a Williams.